# Falkenau (Saksen)
Falkenau is een voormalige gemeente in de Duitse deelstaat Saksen, en is sinds 1 oktober 2011 een stadsdeel van de stad Flöha.

## Geografie

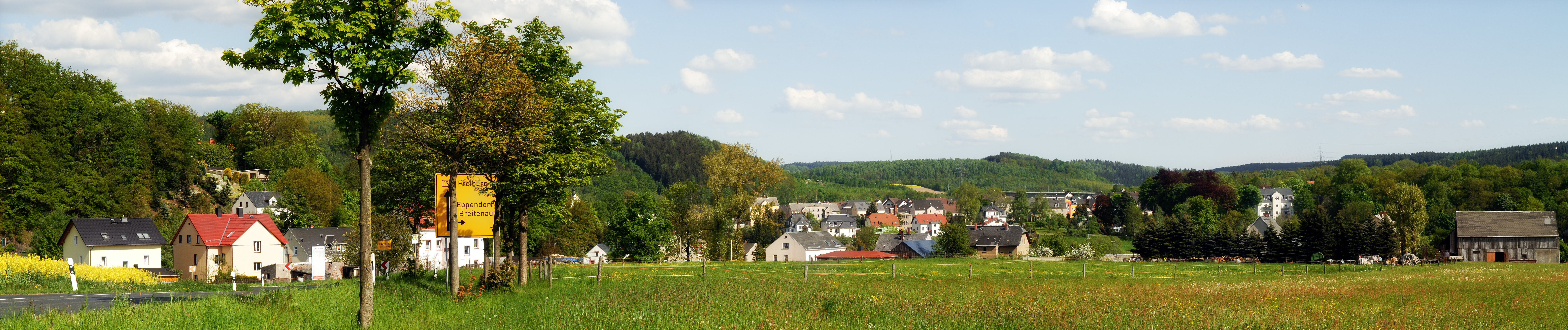
Falkenau vanuit noordwestelijke richting gezien

Falkenau ligt in het dal van de rivier Flöha. Hoogste punt van de voormalige gemeente ligt rond de 432 meter. Het laagste punt is de Flöha met 280 meter. Ten zuiden van Falkenau ligt Augustusburg, ten westen Flöha, ten noorden Frankenberg en in het oosten Oederan. Tot Falkenau behoorde ook de kern Hetzdorf.

## Geschiedenis
De oudste vermelding van Falkenau als Falkenawe is met het jaar 1378 te dateren. Vanaf 1453 wordt in de plaats vooral kalksteen gedolven. In eerste instantie voor de Chemnitze stadsmuur en later ook voor het jachtslot Augustusburg. De oorspronkelijk als waldhufendorf aangelegde plaats werd door de industrialisatie in de tweede helft van de 19e eeuw onder andere door de oprichting van een katoenspinnerij grotendeels opnieuw ingericht.